# Robert Morrison MacIver
Robert Morrison MacIver (Stornoway, 17 aprile 1882 – New York, 15 giugno 1970) è stato un sociologo scozzese.
Docente alla Columbia University dal 1929 al 1950, è ricordato per le sue numerose opere tra cui Ricostruzione economica (1934), Democrazia e sfida economica (1952) e, soprattutto, La ricerca della felicità (1955).